# Воскресенський монастир (Кам'янець-Подільський)
Воскресе́нський монасти́р — православний монастир у Кам'янці-Подільському на Руських фільварках на честь Воскресіння Христового. За словами подільського дослідника Юхима Сіцінського, «був у давнину, ще за Коріятовичів або навіть раніше». Сіцінський також зазначав, що після закриття монастиря «кам'янецький староста Феодор Бучацький у 1452 році влаштував Воскресенську парафіяльну церкву та дав їй землю з десятьма селянами» .

## Суперечки дослідників
Прихильники давньоруської гіпотези про заснування Кам'янця-Подільського опираються, зокрема, на твердження, що литовський князь Юрій Коріятович видав грамоту, яка підтверджує існування Воскресенського монастиря біля Кам'янця-Подільського в домонгольський період. На думку цих дослідників, існування монастиря в домонгольський період підтверджують і археологічні дані .
Так, в історико-архітектурному нарисі «Кам'янець-Подільський», виданому 1968 року, мова йде про «деякі згадки про існування у XII столітті на Руських фільварках Воскресенського монастиря», проте підкреслено, що «не збереглося жодного документа тих часів» . Виданий 1971 року том «Історія міст і сіл Української РСР. Хмельницька область» беззастережно подає, що «на Руських фільварках розкопано фундаменти Воскресенського монастиря XII—XIII століть. Отже, археологічні дані стверджують давньоруське походження Кам'янця» .
1984 року Ярослав Дашкевич у статті «Кам'янець — ще раз», відштовхнувшись від наведених вище двох тверджень, зазначив: «Таким чином було відігріто давно відкинуту думку про існування якоїсь грамоти князя Юрія Коріятовича з останньої чверті XIV століття, адресованої кам'янецькому магістрату (!), в якій князь надав монастиреві понад 60 десятин (!) землі на Руських фільварках (!). Ця земля в самій же грамоті іменувалася Чернечим полем — з чого і робився висновок про існування монастиря в період до видання грамоти, тобто в домонгольські часи» . Висновок цей ще 1868 року зробив подільський церковний історик Данило Синицький у статті «Кам'янецький Свято-Троїцький першокласний монастир», опублікованій у «Подольских епархиальных ведомостях» . На думку ж Дашкевича, «явні анахронізми (магістрат, десятини, топонім Руські фільварки) і дипломатична недоладність (адресатом грамоти є магістрат, а не монастир) свідчать про пізню фальсифікацію грамоти» .
1879 року на Руських фільварках виявили фундаменти одноапсидної церкви, які 1883 року священник Мойсей Доронович, без наведення найменших доказів, ототожнив із Воскресенським монастирем XII століття. Це припущення не підтримав Юхим Сіцінський у книзі «Матеріали для історії монастирів Подільської єпархії», виданій 1891 року . Розглянувши ці відомості, Дашкевич зазначив, що «не може бути й мови про використання їх як наукового аргументу доти, доки археологічні розкопки на Руських фільварках не приведуть справді до відкриття залишків монастиря домонгольського періоду» .